# Elisabet de Burgh

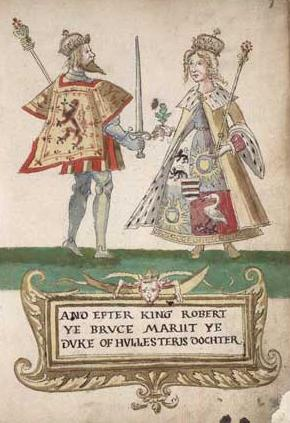
El rei Robert Bruce i Elisabet de Burgh, del Seton Armorial

Elisabet de Burgh (en anglès Elizabeth de Burgh, Dunfermline, 1289 – Cullen, 27 d'octubre de 1327) va ser la segona esposa de Robert I d'Escòcia (Robert Bruce)

## Biografia
Elisabet era filla del poderós Richard Óg de Burgh, II comte de d'Ulster i de la seva esposa Margarite de Burgh (morta el 1304). El seu pare era un amic proper del rei anglès; Eduard I d'Anglaterra.
Elisabet probablement va conèixer a Robert I d'Escòcia a la cort anglesa, i es van casar el 1302 a Writtle, prop de Chelmsford al comtat d'Essex. En Robert i l'Elisabet van ser coronats com a rei i reina dels escocesos a Scone el 27 de març de 1306. Aquesta coronació va tenir lloc en desafiament a les pretensions angleses d'obtenir la sobirania sobre Escòcia, i el nou rei va enviar a l'Elisabet, amb altres membres de la família, al castell de Kildrummy per seguretat, sota la protecció del seu germà Nigel (de vegades conegut com a Niall).
Després de la derrota dels escocesos en la batalla de Methven del 19 de juny de 1306, els anglesos van assetjar el castell que tenia a aquest grup real. El lloc finalment va aconseguir tenir èxit quan els anglesos van subornar a un ferrer amb «tot l'or que pogués portar-se» per incendiar el magatzem de gra. Els vencedors van penjar i van decapitar a Nigel Bruce, juntament amb tots els homes del castell. Van empresonar a la germana de Bruce; Maria i Isabella MacDuff, comtessa de Buchan en gàbies de fusta erigides en les parets dels castells de Berwick i Roxburg i van enviar a la filla de deu anys de Bruce, Marjorie Bruce a un convent. A causa de l'escàs desig d'Eduard d'enutjar al comte de l'Ulster, Elisabet va quedar en arrest domiciliari a Anglaterra.
Va ser retinguda des d'octubre de 1306 fins a juliol de 1308 a Burstwick-in-Holderness, Yorkshire i després transferida a Bisham Manor, Berkshire fins al març de 1312. Des d'allí, va ser traslladada al castell de Windsor fins a l'octubre de 1312, abadia de Shaftesbury, Dorset fins al març de 1313, abadia de Barking, Essex fins al març de 1314 i al castell de Rochester, Kent fins al juny de 1314. Després de la batalla de Bannockburn, va ser traslladada a York mentre tenien lloc negociacions per a intercanvi de presoners. A York, ella va tenir audiència amb el rei Eduard II d'Anglaterra. Finalment, al novembre de 1314, va ser traslladada a Carlisle just abans de l'intercanvi i el seu retorn a Escòcia.
Ella no aprovava la rebel·lió del seu espòs: ho va descriure a ell i els seus seguidors per comportar-se «com a nens, jugant a ser reis i reines».
Elisabet va donar a llum a dos fills i dues filles: Joan, Matilde, Margarita i David (el futur rei David II d'Escòcia). Isabel va morir el 27 d'octubre de 1327 al castell de Cullen (Banffshire) i està enterrada a Dunfermline. El seu espòs va morir 20 mesos després.
| Nom      | Naixement                                | Mort                                     | Notes |
| -------- | ---------------------------------------- | ---------------------------------------- | --- |
| Margaret | entre 1315 i 1323                        | 30 de març de 1346 in childbirth         | Casada amb William de Moravia, 5º comte de Sutherland i va tenir un fill, John, que va morir a vint anys de la mort negra. |
| Matilda  | entre 1315 i 1323                        | 30 juliol de 1353                        | Casada amb Thomas Isak / Isaac i va tenir dues filles, Joanna (esposa de John Gallda MacDougall) i Catherine.              |
| David    | 5 de març de 1324                        | 22 de febrer de 1371                     | Rei dels escocesos (1329 — 1372). Casat amb Joan de la Torre, sense descendència.                                          |
| John     | Octubre de 1327 Dunfermline Palace, Fife | Octubre de 1327 Dunfermline Palace, Fife | Hereu de la Corona d'Escòcia                                                                                               |